# Seeburger Fenn - Sümpelfichten
Das Naturschutzgebiet Seeburger Fenn - Sümpelfichten liegt in der Stadt Potsdam und im Landkreis Havelland in Brandenburg.
Das 98,34 ha große Naturschutzgebiet mit der Kennung 1561, das mit Verordnung vom 8. Mai 2002 unter Naturschutz gestellt wurde, erstreckt sich südlich von Seeburg, einem Ortsteil der Gemeinde Dallgow-Döberitz, und nördlich, nordöstlich und östlich von Groß Glienicke. Durch das Gebiet verlaufen die Landesstraße L 20 und die B 2.

## Bedeutung
Schutzzweck ist die „Sicherung und Entwicklung einer strukturreichen Landschaft mit Feuchtgebieten und Kleingewässern.“